# Moonie Highway
De Moonie Highway is een weg in Queensland, Australië. De weg takt van de Warrego Highway af bij Dalby en bereikt na 250 kilometer het plaatsje St George. Hiervandaan gaat de weg verder als de Balonne Highway. Vanaf Dalby gaat de weg naar het noordoosten verder als de Bunya Highway.
De weg verbindt een aantal landbouwgebieden en olie- en gasvelden.